# ジョージ・ブライアン・ブランメル

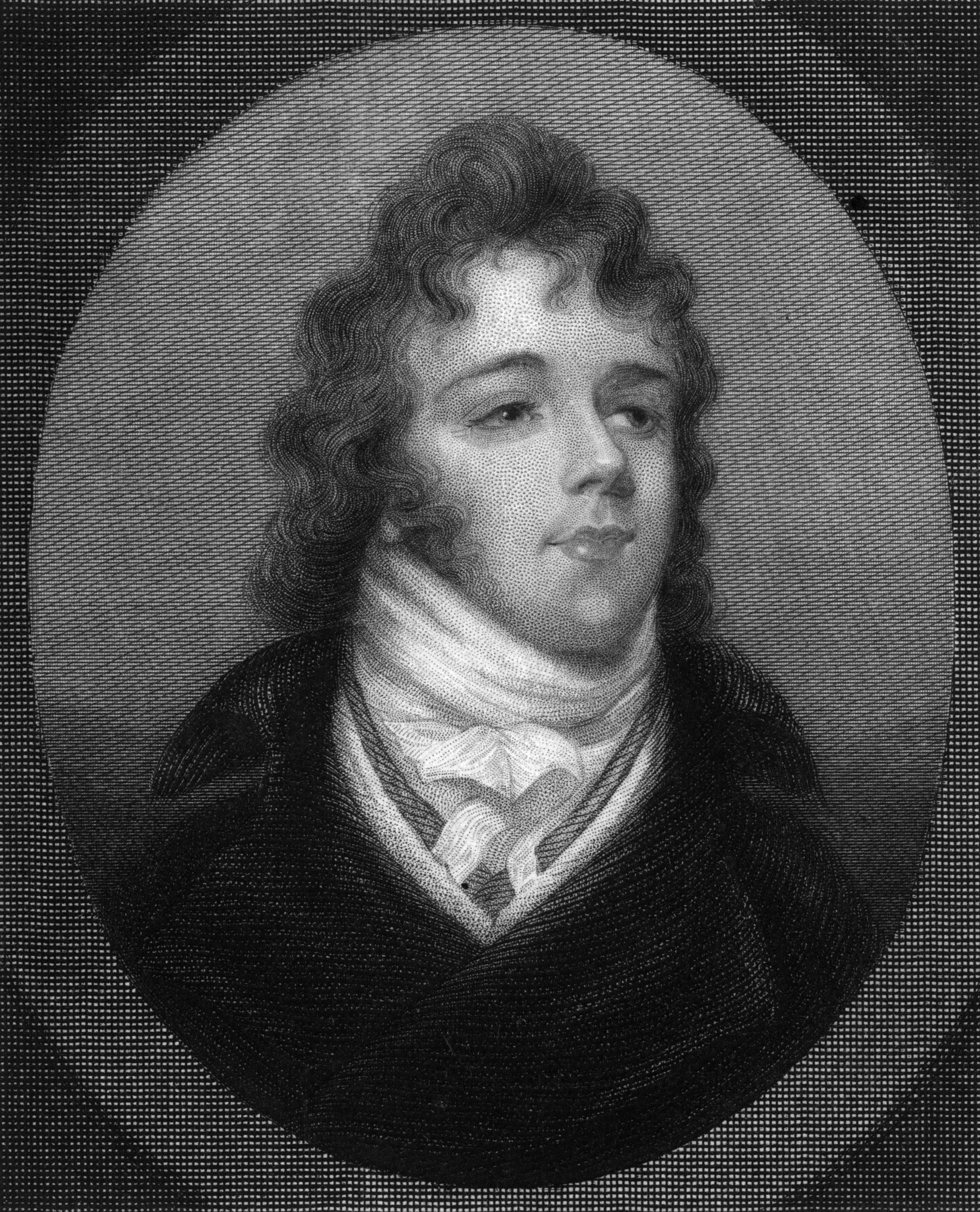
ボウ・ブランメル

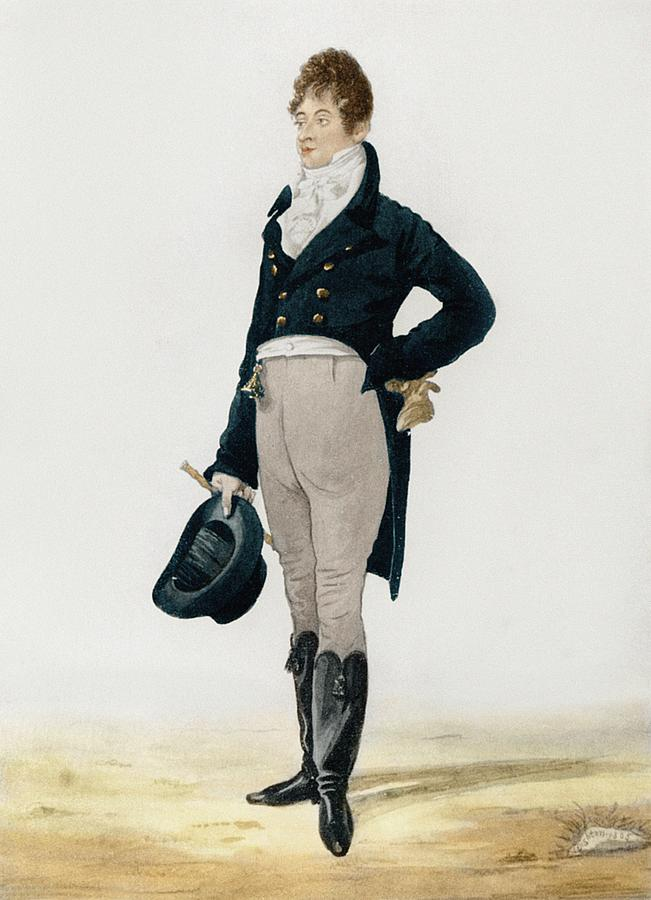
1805年頃の肖像

ジョージ・ブライアン・ブランメル（George Bryan Brummell, 1778年6月7日 – 1840年3月30日）は、Beau Brummell（伊達男ブランメル）の異名で知られた、摂政時代のイギリスにおけるファッションの権威である。摂政皇太子（後のジョージ4世）の友人でもあった。

## 生涯
祖父は下僕か菓子職人ともいわれ、ノース卿に仕えた父の代で財をなし、平民の身でイートン・カレッジへ入学することができた。貴公子ぞろいの同級生の中でも、服装への関心と洗練は抜き出ており、靴の新しい留め金まで発明している。非の打ち所のない身だしなみと冷ややかで物憂げな立ち居振る舞いによって、級友たちから「ボー・ブランメル」のあだ名を進呈された。
叔母の農家で皇太子と出会い、その関心を引く。オックスフォード大学を卒業後、1794年に近衛第十軽騎兵隊に入る。イギリス社交界の注目を集め始め、1795年に皇太子の許嫁（いいなずけ）である大公女キャロライン・オブ・ブランズウィックの出迎え役に指名されるという栄誉に与る。1796年には18歳で大尉に昇進している。1799年にマンチェスターへの転任が命じられると、その無粋な工業都市が気に入らなかったブランメルは、近衛隊を辞めてロンドンに留まることを選んだ。
チェスターフィールド街4番地に居を構え、骨董品収集や定期的に設けられる宴席で招待客の感嘆を浴びる。ダンディとしての伝説は、この時期の生活で確立された。彼はイギリスだけではなくヨーロッパの流行界に王者として君臨する。
1810年にパトロンであるウェールズ公ジョージとの仲違いの後でも、高級貴族の集まりウォーティア・クラブの終身会長に選ばれている。そのクラブでは賭博でも名を挙げ、
- 1812年に「ボナパルトがまもなくパリに戻る」ことに賭けて200ギニー獲得
- 1813年に「連合軍がボナパルトと同盟を結ぶ」ことで100ギニー獲得
- 1814年に「ボナパルトが6週間以内で死ぬ」に賭ける相手に勝ち
- 1815年に「マリー・ルイズが1年以内に再婚する」に賭ける相手に勝つ

という記録がある。
伝えるところによるとブランメルは、一晩のうちにトランプ勝負で2500リーブルを稼いだこともあるという。しかし、1814年に対ナポレオン戦争を終えてロンドンを訪れたロシアやプロイセンの将校たちが挑む、向こう見ずな高額の勝負を受けているうちに、ブランメルの所有する現金55万フラン相当の財産は消尽した。
1816年5月16日、借金で首が回らなくなったブランメルはイギリスを逃亡し、フランスのカレー市に移り住んだ。イギリスのヨーク公夫妻をはじめとする崇拝者たちから援助を受けながら生きのびたブランメルは、イギリス社交界の話題の主であり続けた。カレーへの訪問客にはウェリントン公をはじめとするイギリスの貴顕が数えられる。暇つぶしに創られた詩｢蟻の埋葬｣はその見事なできばえで、イギリス本土にまで伝えられた。
ジョージ4世が退位したときにフランスのカーン市に新設された領事の職に任命され、1830年10月に着任した。ところがパーマーストン卿への報告書でカーンの領事職は不要である旨書き送ったために罷免されてカレーへ戻り、ほどなく借金のために投獄される。晩年は完全な老衰状態で、養老院で息をひきとったという。

## 着付けと趣味の判定者
ブランメルは毎日服装を整えるのに2時間をかけたという。18世紀の終わりにイギリスに始まった紳士服の規準を創ったとされる。上衣は体にフィットし、乗馬に適しているというイギリス紳士の条件にブランメルは従っていた。ドイツ風長靴に長ズボンか、仔鹿革の短ズボンの上に折り返しつきの長靴。婦人用の長靴も愛用 。
昼間はホイッグ党員風の黄褐色の上衣、夕方からは合わせボタンの青い上衣に白のチョッキ、ぴったり身にあった黒の長ズボンに、縞の絹靴下、シルクハット。飾りといえば細い時計の鎖一つ。香水は用いない。
ブランメルを有名にした着付けの技法としては、頸布（Neck-Cloth）がある。シャツに大きな襟を取りつけ、ネクタイには柔らかく弛んだモスリンの代わりに糊づけした布地を用いた。その白いネクタイは1フィート(30.48センチメートル)もの長さがあった。襟をほどよい大きさに折り曲げ、下顎で徐々にネクタイを押さえつけてへこませながら、首の回りに高々と結びつけるやり方は、当時の伊達男たちが競って真似をしようとした。ブランメルのお洒落は決して派手ではなく、むしろ地味である。彼のよく知られた寸言に｢街を歩いていて、人からあまりじろじろと見られているときは、君の服装は凝りすぎているのだ｣というのがある。
バイロン卿はブランメルを非常に高く評価しており、「19世紀の三偉人」を格付けして「バイロン自身が3位、ナポレオンが2位、ブランメルが1位」だとした。バイロンの出自は貴族で様々な優位を生まれながらに得ていたが、ブランメルにはそのようなものはなく、ただ自らの個性だけで人々のファッションを支配していたという比類なき自己創造力の持ち主と見ていた。全くの都会人で、服装が乱れるという理由でスポーツは軽蔑していたといわれている。
ジュール・バルベー・ドールヴィイ『ダンディズム、ならびにジョージ・ブランメルについて』をはじめとしてヴァージニア・ウルフ、ジャック・ブーランジェなどの作家がブランメルについて書いている。日本では生田耕作が『ダンディズム～栄光と悲惨』（中公文庫）でブランメルについて詳しい紹介をしている。他に、山田勝著『ブランメル閣下の華麗なダンディ術―英国流ダンディズムの美学』（展望社）など。

## 演じた俳優
- ジョン・バリモア - 「ボー・ブラムメル」(1924年)
- スチュワート・グレンジャー - 「騎士ブランメル」(1954年／日本未公開)